# Список глав правительства Сент-Китса и Невиса
Список глав правительства Сент-Китса и Невиса включает в себя руководителей правительства Сент-Китса и Невиса (до выхода 19 декабря 1980 года из его состава Ангильи государство называлось Сент-Кристофер, Невис и Ангилья, англ. Saint Christopher, Nevis and Anguilla) со времени создания в стране в 1960 году правительственного кабинета. В настоящее время правительство возглавляет премьер-министр Сент-Китса и Невиса (англ. Prime Minister of Saint Kitts and Nevis), чьё положение в системе государственной власти определяет конституция, вступившая в силу с провозглашением 19 сентября 1983 года независимости государства.
Глава правительства является лидером партии, имеющей большинство в Национального собрания (англ. National Assembly) однопалатного парламента, избираемого на срок 5 лет прямыми выборами по одномандатным округам; этим электоральным периодом определяется срок полномочий правительства, ограничений для повторного формирования кабинета при сохранении парламентского большинства не установлено.
Конституция устанавливает равнозначность следующих наименований государства (и их использования при наименовании государственных органов и должностей): Сент-Кристофер и Невис (англ. Saint Christopher and Nevis), или Сент-Китс и Невис (англ. Saint Kitts and Nevis), или Федерация Сент-Кристофера и Невиса (англ. Federation of Saint Christopher and Nevis), или Федерация Сент-Китс и Невис (англ. Federation of Saint Kitts and Nevis). Кроме того, ряд русскоязычных источников показывает написание Сент-Киттс для названия одного из островов, включаемое в русскоязычное название страны.
Первоначально во главе кабинета стоял главный министр (), с приобретением статуса ассоциированного государства в 1967 году главой правительства стал премьер (), с провозглашением независимости в 1983 году — премьер-министр (). В списке также показаны главы администрации входящего в состав федерации острова Невис ().
Применённая в первом столбце таблиц нумерация является условной. Также условным является использование в первых столбцах цветовой заливки, служащей для упрощения восприятия принадлежности лиц к различным политическим силам без необходимости обращения к столбцу, отражающему партийную принадлежность. В столбце «Выборы» отражены состоявшиеся выборные процедуры, сформировавшие состав парламента, поддерживающий главу правительства.

## Главные министры (1960—1967)

Флаг (1958—1967)

Главный министр Сент-Кристофера — Невиса — Ангильи (англ. Chief Minister of Christopher — Nevis — Anguilla) — в коронной колонии Соединённого королевства Сент-Кристофер — Невис — Ангилья — глава правительственного кабинета, имеющего исполнительные полномочия, значительно ограниченные полномочиями лондонского правительства Её Величества, следующими из конституционного обычая.
Им становился лидер победившей на выборах в парламент партии. Этот пост появился в 1960 году, с созданием при администраторе владения правительственного кабинета, интегрированного в систему управления Федерации Вест-Индии, куда оно входило с 3 января 1958 года по 31 мая 1962 года.
|          | Портрет | Имя (годы жизни)                                                         | Полномочия    | Полномочия      | Партия                                             | Выборы | Пр.           |
| Начало   | Портрет | Имя (годы жизни)                                                         | Окончание     |                 | Партия                                             | Выборы | Пр.           |
| -------- | ------- | ------------------------------------------------------------------------ | ------------- | --------------- | -------------------------------------------------- | ------ | ------------- |
| 1 (I—II) |         | Калеб Азариа Пол Саутвелл (1913—1979) англ. Caleb Azariah Paul Southwell | 1 января 1960 | июль 1966       | Лейбористская партия Сент-Китса — Невиса — Ангильи | 1957   | [ 8 ] [ 9 ]   |
| 1 (I—II) | 1961    | Калеб Азариа Пол Саутвелл (1913—1979) англ. Caleb Azariah Paul Southwell | 1 января 1960 | июль 1966       | Лейбористская партия Сент-Китса — Невиса — Ангильи |        | [ 8 ] [ 9 ]   |
| 2 (I)    |         | Роберт Лливеллин Брэдшоу (1916—1978) англ. Robert Llewellyn Bradshaw     | июль 1966     | 27 февраля 1967 | Лейбористская партия Сент-Китса — Невиса — Ангильи | 1966   | [ 10 ] [ 11 ] |

## Премьеры (1967—1983)

Флаг (1967—1983)

Премьер Сент-Кристофера, Невиса и Ангильи (англ. Premier of Saint Christopher, Nevis and Anguilla) являлся постом главы правительства Сент-Кристофера, Невиса и Ангильи после получения страной статуса ассоциированного с Великобританией государства. После распада Вест-Индской Федерации в 1962 году была разработана концепция «ассоциированной государственности», реализованная Законом Об ассоциированной государственности 1967 года, предоставившим стране с 27 февраля 1967 года полную автономию в отношении её внутренних дел, изменившим структуру и полномочия правительства и установившим самостоятельный пост губернатора Сент-Кристофера, Невиса и Ангильи (англ. Saint Christopher, Nevis and Anguilla).
Организация Объединённых Наций не смогла вынести решение, был ли при этом достигнут суверенитет по смыслу Устава ООН и резолюций Генеральной Ассамблеи ООН.
Против создания общего ассоциированного государства выступила Ангилья, на которой 11 июля 1967 года и 6 февраля 1969 года были поведены успешные референдумы по вопросу прекращения политической связи с Сент-Кристофером, — на основании первого была прокламирована независимость (не было исполнено), на основании второго в тот же день провозглашена независимая республика (контроль Великобритании над ней был восстановлен 19 марта в ходе силовой операции). Следствием стал выход 19 декабря 1980 года острова из состава объединения и создания отдельной заморской территорией, после чего из названия ассоциированного государства и наименования должности главы правительства было исключено слово Ангилья — Премьер Сент-Кристофера и Невиса (англ. Premier of Saint Christopher and Nevis).
|           | Портрет | Имя (годы жизни)                                                         | Полномочия      | Полномочия       | Партия                                             | Выборы      | Пр.           |
| Начало    | Портрет | Имя (годы жизни)                                                         | Окончание       |                  | Партия                                             | Выборы      | Пр.           |
| --------- | ------- | ------------------------------------------------------------------------ | --------------- | ---------------- | -------------------------------------------------- | ----------- | ------------- |
| 2 (I—III) |         | Роберт Лливеллин Брэдшоу (1916—1978) англ. Robert Llewellyn Bradshaw     | 27 февраля 1967 | 23 мая 1978      | Лейбористская партия Сент-Китса — Невиса — Ангильи | [ комм. 6 ] | [ 10 ] [ 11 ] |
| 2 (I—III) | 1971    | Роберт Лливеллин Брэдшоу (1916—1978) англ. Robert Llewellyn Bradshaw     | 27 февраля 1967 | 23 мая 1978      | Лейбористская партия Сент-Китса — Невиса — Ангильи |             | [ 10 ] [ 11 ] |
| 2 (I—III) | 1975    | Роберт Лливеллин Брэдшоу (1916—1978) англ. Robert Llewellyn Bradshaw     | 27 февраля 1967 | 23 мая 1978      | Лейбористская партия Сент-Китса — Невиса — Ангильи |             | [ 10 ] [ 11 ] |
| 1 (III)   |         | Калеб Азариа Пол Саутвелл (1913—1979) англ. Caleb Azariah Paul Southwell | 23 мая 1978     | 18 мая 1979      | Лейбористская партия Сент-Китса — Невиса — Ангильи | [ комм. 7 ] | [ 8 ] [ 9 ]   |
| 3         |         | Ли Лливеллин Мур (1939—2000) англ. Lee Llewellyn Moore                   | 20 мая 1979     | 21 февраля 1980  | Лейбористская партия Сент-Китса — Невиса — Ангильи | [ комм. 7 ] | [ 13 ] [ 14 ] |
| 4 (I)     |         | Кеннеди Альфонс Симмондс (1936—) англ. Kennedy Alphonse Simmonds         | 21 февраля 1980 | 19 сентября 1983 | Движение народного действия                        | 1980        | [ 15 ] [ 16 ] |

## Премьер-министры (с 1983)

### Премьер-министры Федерации Сент-Китса и Невиса

Флаг (с 1983)

Премьер-министр Сент-Китса и Невиса (англ. Prime Minister of Saint Kitts and Nevis) является главой правительства после обретения Сент-Китсом и Невисом независимости и вступления в силу 19 сентября 1983 года конституции страны, когда она стала одним из королевств Содружества. В структуре монархии Сент-Китс и Невис премьер-министр обладает исполнительными полномочиями власти монарха, который по всем вопросам сент-китского государства советуется исключительно с министрами правительства Сент-Китса и Невиса. Представляющий монарха генерал-губернатор назначается по совету премьер-министра; назначение премьер-министром лица, имеющего наилучшие шансы получить парламентскую поддержку, является прерогативой самого генерал-губернатора, а не представляемого им монарха. Титул первой правящей королевы Сент-Китса и Невиса Елизаветы II Елизавета Вторая, Милостью Божьей, Королева Сент-Кристофера и Невиса, Глава Содружества (англ. Elizabeth the Second, by the Grace of God, of Saint Christopher and Nevis, Queen, Head of the Commonwealth) использовался, как правило, когда к ней обращались как к таковой, если монарх находится в Сент-Люсии или выполняет обязанности от имени Сент-Люсии за её границами (после вступления на престол Карла III неименная основа титула была сохранена).
|          | Портрет     | Имя (годы жизни)                                                 | Полномочия       | Полномочия      | Партия                                   | Выборы       | Пр.           |
| Начало   | Портрет     | Имя (годы жизни)                                                 | Окончание        |                 | Партия                                   | Выборы       | Пр.           |
| -------- | ----------- | ---------------------------------------------------------------- | ---------------- | --------------- | ---------------------------------------- | ------------ | ------------- |
| 4 (I—IV) |             | Кеннеди Альфонс Симмондс (1936—) англ. Kennedy Alphonse Simmonds | 19 сентября 1983 | 4 июля 1995     | Движение народного действия              | [ комм. 10 ] | [ 15 ] [ 16 ] |
| 4 (I—IV) | 1984        | Кеннеди Альфонс Симмондс (1936—) англ. Kennedy Alphonse Simmonds | 19 сентября 1983 | 4 июля 1995     | Движение народного действия              |              | [ 15 ] [ 16 ] |
| 4 (I—IV) | 1989        | Кеннеди Альфонс Симмондс (1936—) англ. Kennedy Alphonse Simmonds | 19 сентября 1983 | 4 июля 1995     | Движение народного действия              |              | [ 15 ] [ 16 ] |
| 4 (I—IV) | 1993        | Кеннеди Альфонс Симмондс (1936—) англ. Kennedy Alphonse Simmonds | 19 сентября 1983 | 4 июля 1995     | Движение народного действия              |              | [ 15 ] [ 16 ] |
| 5 (I—IV) |             | Дензил Лливеллин Дуглас (1953—) англ. Denzil Llewellyn Douglas   | 4 июля 1995      | 18 февраля 2015 | Лейбористская партия Сент-Китса и Невиса | 1995         | [ 18 ] [ 19 ] |
| 5 (I—IV) | 2000        | Дензил Лливеллин Дуглас (1953—) англ. Denzil Llewellyn Douglas   | 4 июля 1995      | 18 февраля 2015 | Лейбористская партия Сент-Китса и Невиса |              | [ 18 ] [ 19 ] |
| 5 (I—IV) | 2004        | Дензил Лливеллин Дуглас (1953—) англ. Denzil Llewellyn Douglas   | 4 июля 1995      | 18 февраля 2015 | Лейбористская партия Сент-Китса и Невиса |              | [ 18 ] [ 19 ] |
| 5 (I—IV) | 2010        | Дензил Лливеллин Дуглас (1953—) англ. Denzil Llewellyn Douglas   | 4 июля 1995      | 18 февраля 2015 | Лейбористская партия Сент-Китса и Невиса |              | [ 18 ] [ 19 ] |
| 6 (I—II) |             | Тимоти Сильвестр Харрис (1964—) англ. Timothy Sylvester Harris   | 18 февраля 2015  | 7 июня 2020     | Народная лейбористская партия            | 2015         | [ 20 ] [ 21 ] |
| 6 (I—II) | 7 июня 2020 | Тимоти Сильвестр Харрис (1964—) англ. Timothy Sylvester Harris   | 6 августа 2022   | 2020            | Народная лейбористская партия            |              | [ 20 ] [ 21 ] |
| 7        |             | Терренс Майкл Дрю (1976—) англ. Terrance Michael Drew            | 6 августа 2022   | действующий     | Лейбористская партия Сент-Китса и Невиса | 2022         | [ 22 ] [ 23 ] |

### Премьеры Невиса

Флаг Невиса

Премьер Невиса (англ. Premier of Nevis) — глава администрации (англ. Nevis Island Administration) острова Невис, являющегося частью Федерации Сент-Китс и Невис с правом выхода из её состава, что установлено статьёй 113 конституции. Конституция устанавливает законодательную, исполнительную, электоральную системы для Невиса как части федеративной монархии.
Главным политическим вопросом на Невисе остается выход из состава федеративного государства. На состоявшемся 10 августа 1998 года референдуме за независимость высказалось 61,8 % населения острова (при необходимом для принятия решения 66,7% голосов). Обе крупнейшие политические силы острова (Реформистская партия Невиса и Движение заинтересованных граждан) выступают за его отделение.
|         | Портрет | Имя (годы жизни)                                                      | Полномочия       | Полномочия      | Партия                            | Пр.           |
| Начало  | Портрет | Имя (годы жизни)                                                      | Окончание        |                 | Партия                            | Пр.           |
| ------- | ------- | --------------------------------------------------------------------- | ---------------- | --------------- | --------------------------------- | ------------- |
| 1н      |         | Саймон Даниэл (1934—2012) англ. Simeon Daniel                         | 19 сентября 1983 | 2 июля 1992     | Реформистская партия Невиса       | [ 24 ] [ 25 ] |
| 2н (I)  |         | Вэнс Винкворт Эймори (1949—2022) англ. Vance Winkworth Amory          | 2 июля 1992      | 11 июля 2006    | Движение заинтересованных граждан | [ 26 ] [ 27 ] |
| 3н      |         | Джозеф Уолкотт Перри (1948—) англ. Joseph Walcott Parry               | 11 июля 2006     | 23 января 2013  | Реформистская партия Невиса       | [ 28 ] [ 29 ] |
| 2н (II) |         | Вэнс Винкворт Эймори (1949—2022) англ. Vance Winkworth Amory          | 23 января 2013   | 19 декабря 2017 | Движение заинтересованных граждан | [ 26 ] [ 27 ] |
| 4н      |         | Марк Энтони Грэхэм Брэнтли (1969—) англ. Mark Anthony Graham Brantley | 19 декабря 2017  | действующий     | Движение заинтересованных граждан | [ 30 ] [ 31 ] |